# Sourate

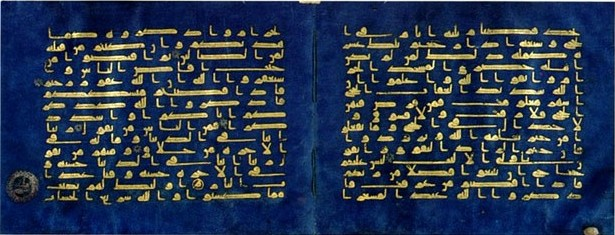
Une partie de la sourate Al-Baqara (La Génisse) écrite sur deux feuillets du Coran bleu provenant à l'origine de la bibliothèque de la grande mosquée de Kairouan (en Tunisie)

Une sourate (en arabe : سورة, sūraʰ , pl. سور, suwar, « sourate » ; en syriaque : ṣūrṭā: « écrit, partie d'une écriture ») est, en son sens coranique, une unité textuelle non délimitée du Coran ou, en son sens plus tardif, une unité fixe souvent traduit par « chapitre » par comparaison avec les chapitres de livre de la Bible.
114 sourates, classées dans un ordre de longueur assez sensiblement décroissant, forment le texte coranique. Cet ordonnancement fait partie du processus de rédaction, encore mal connu, du Coran et des traces anciennes d'autres ordres qui sont attestées.
Cette séparation en sourates interroge les chercheurs quant à la chronologie du processus rédactionnel du texte coranique, que ce soit au niveau des sourates ou des versets. Bien que l'approche chronologique de ce texte reste importante, l'ordre chronologique de rédaction du Coran semble inaccessible.

## Origine du terme

### Étymologie
Les lexicographes anciens ont rapproché le terme sura de la racine s-w-r qui se retrouve dans "mur" et "construction". D'autres ont préféré l'associer à s-ʾ-r, dans son sens de «laisser un petit reste». Pour Boisliveau, "l’hésitation des lexicographes arabes quant à la racine et au sens montre que le terme n’est probablement pas arabe. Il s’agit donc d’un emprunt à une autre langue ou bien d’une création sous influence d’une autre langue.".
Les recherches modernes ont posé l'hypothèse, sans consensus, de lien avec un mot hébreu. Watt et Bell l'associent au syriaque ṣūrṭā signifiant «un écrit», «une partie d’une Écriture», ou «les Écritures saintes». Boisliveau souligne qu'une éventuelle connaissance de ce terme syriaque ṣūrṭā par au moins "certaines personnes à l'époque de l'apparition du Coran", impliquerait alors qu'il soit "fort possible qu’il ait été utilisé dans le texte coranique avec l’intention de donner, par ce terme nouveau, une connotation de sacralité à l’exemple de ṣūrṭā pour l’Écriture sainte des chrétiens".
Pour Neuwirth, une hypothèse étymologique serait une dérivation du mot syriaque shūrayā, “commencement, ” et désignant de courts psaumes chantés avant une lecture. Aucune de ces étymologies, de ce mot qui apparaît pour la première fois en arabe dans le Coran, n'est certaine. Pour Dye et Decharneux, on ne sait pas si "l'emprunt [de ce terme à une langue étrangère] est antérieur ou non à la période de composition du Coran",. En même temps, Boisliveau souligne la particularité du terme arabe sūra, "mot nouveau, — donc mystérieux —, "créé ad hoc" par le texte coranique".

### Sens coranique
Le mot sura n'est présent que 9 fois dans le Coran. Trois types d'emploi avec pour sens de "quelque chose que Dieu a fait descendre sur Mahomet", sont présents, une fois comme titre, où il désigne le Coran ou une partie de celui-ci , trois fois dans un contexte de polémique et du défi coranique. Les cinq dernières occurrences sont liées à un auditoire appartenant à la communauté de Mahomet.
Pour Neuwirth, "dans le Coran, sūra signifie en premier lieu une unité textuelle petite d’une étendue indéfinie". En 2006, Neuwirth explicitait : " le terme sūra est utilisé dans le Coran, bien qu'il se réfère à l'origine à une unité textuelle indéterminée, plus petites que les sūras finalement fixées". Dye, rejoignant Prémare, rappelle que "le terme sura, dans le texte même du Coran, a un sens plus limité : il désigne un simple fragment de texte, et non une sourate entière",. Pour Boisliveau, "si l’on s’en tient à son utilisation dans le texte coranique, [ce terme] désigne une partie du Coran dont on ne sait les délimitations. Ses origines et le pourquoi de son utilisation restent obscurs". Pour Bellamy, dans le Coran, "le mot se réfère  toujours à une partie de la révélation divine, mais pas encore à une partie spécifique".
L'étude des plus anciens manuscrits coraniques atteste du fait que les unités textuelles appelées "sourates" appartiennent "aux conceptions formelles du discours coranique lui-même". Pour Neuwirth, « la date exacte à laquelle cette unité textuelle Sura désigne, dans le Coran, une courte unité textuelle de longueur non-définie] a été identifiée avec les unités distinguées comme sourates dans le codex reste incertaine, mais l'étymologie la plus probable semble indiquer que ce qui était initialement prévu était une courte unité textuelle.». Celles-ci avaient originellement un rôle liturgique. Pour Boisliveau, ce n'est qu'a posteriori — "assez rapidement semble-il" —  que ce terme a été utilisé dans la tradition musulmane pour désigner "un chapitre coranique très clairement délimité - ce qui n’est pas le cas dans l’emploi du mot dans le texte [coranique]". Cet usage est permis par "le fait que le mot n’existait pas auparavant".

## Les sourates du Coran - Description

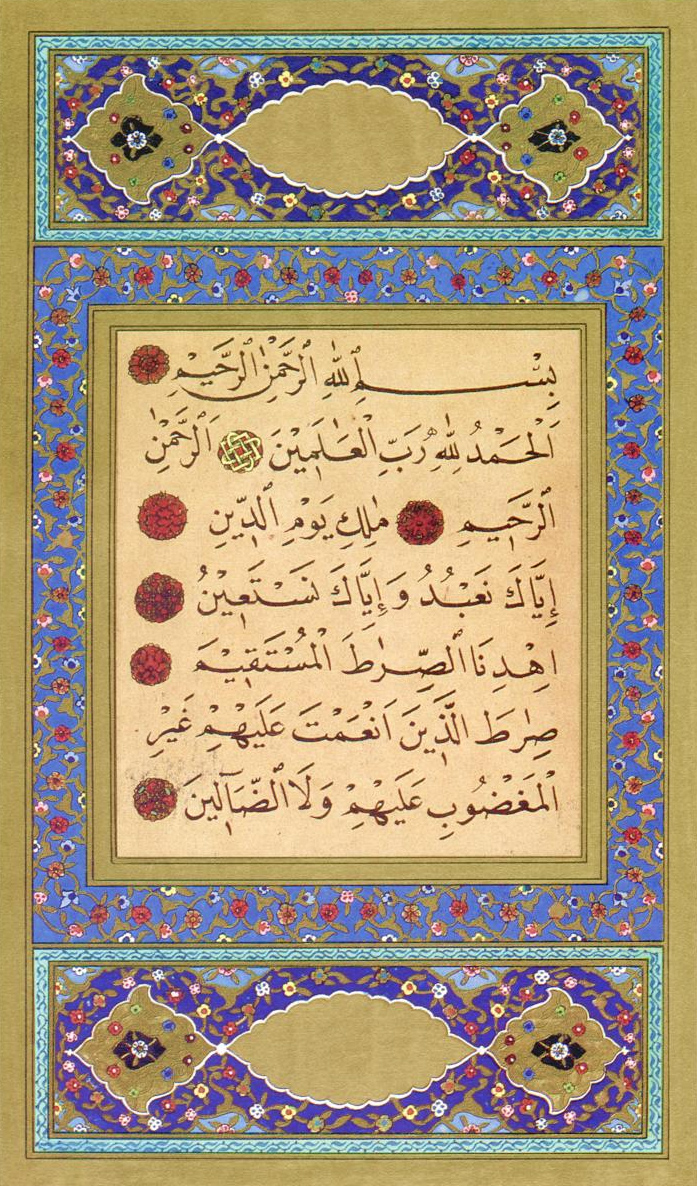
Fatiha : sourate liminaire du Coran.

Le Coran est constitué de 114 sourates de longueurs inégales : les plus courtes (Al-Kawthar et Al-Asr) contiennent 3 versets (ayat) et la plus longue (Al-Baqara) 286. Le Coran contient 6236 versets. Elles sont présentées dans un ordre de longueur assez sensiblement décroissant, et non dans l'ordre chronologique des révélations. Deux hypothèses sont présentées par Kouloughli quant à l'ordre non chronologique. Il pourrait servir à faciliter la mémorisation ou pourrait être lié à l'existence de fils conducteurs entre elles. "Cette dernière hypothèse mériterait d’être explorée systématiquement.". Cuypers remarque que cet ordonnancement par ordre décroissant de taille "corresponde à un certain usage dans l’Antiquité, puisque les épîtres de saint Paul sont également disposées ainsi dans le Nouveau Testament".
Le nom est davantage utilisé que le numéro par les commentateurs musulmans pour désigner une sourate. L'usage savant occidental favorise leur désignation par leur numéro en chiffres romains. Dans les éditions modernes du Coran, selon une habitude qui se met progressivement en place à partir du Xe siècle, sont présentés le titre de la sourate, le nombre de versets et le "lieu de révélation" en tête de sourate.

### Les titres des sourates
Les titres attribués aux sourates (par exemple, « Le Voyage nocturne », « La Lumière », « Les Femmes » ou « La Génisse ») consistent en des mots-clés extraits soit du début soit du corps du texte,. Ceux-ci renvoient soit à un mot frappant, soit au thème dominant de la sourate en question,. Un certain nombre d'entre elles sont nommées par des noms propres. Dans 14 cas, le nom n'apparait pas dans la sourate, et pour certains même pas dans le Coran. Néanmoins, ceux-ci n'ont pas été "considérés comme faisant partie du texte",,. Pour Sonn, "ces noms ont été attribués après la canonisation du Coran (établi sous sa forme officielle)". Il est difficile de dater exactement l'apparition de ces noms. Bien qu'ils soient absents des premiers manuscrits, ceux-ci ont souvent été rajoutés a posteriori sur des manuscrits anciens. Si des noms sont largement utilisés au milieu du VIIIe siècle, ceux-ci ne sont pas encore fixés et ne sont qu'une étape préliminaire vers les noms actuels. L'apparition de titres simples, sauf exceptions, semble s'être faite graduellement.
Pour la plupart des sourates, plusieurs noms utilisés pour les désigner sont recensés,. « Ainsi, la première sourate du Coran, outre son nom de Fatiḥa (Introduction), est connue sous plus d’une dizaine d’autres dénominations. De même, la sourate 112, à laquelle il est généralement référé comme sūrat al-ʼIḵlāṣ, est connue sous une douzaine d’autres noms.» Le cas du titre de la Fatiha, avec celui de la sourate 112, est particulier puisqu'il ne dérive pas du contenu de la sourate mais de sa fonction. Outre des noms, certaines sourates ont reçu des épithètes. Néanmoins, l'édition du Caire (1924) a participé à "l'établissement de titres uniformes". Excepté dans le monde indo-pakistanais, la diversité de ces noms n'est plus utilisée.

### La mise en place d'un ordonnancement
Des récits traditionnels rapportent que Mahomet aurait donné des instructions, au fur et à mesure de la révélation, pour indiquer le positionnement des versets au sein des sourates. L'historicité de ces récits est débattue au sein des chercheurs occidentaux. Déroche évoque l'opposition entre Nöldeke qui soutenait que ce travail d'ordonnancement date de la recension, donc après la mort de Mahomet tandis que Schwally considérait "qu’une portion importante du Coran avait déjà sa forme définitive du vivant du Prophète". C'est "au moins en partie" le cas de Neuwirth qui défend une composition pré-rédactionnelle des sourates. Néanmoins, pour l'auteur, si cette séparation en sourates date de la rédaction du Coran qu'elle date de "quelque temps avant le règne du calife omeyyade [...] Abd al-Malik, l'auteur considère que leur ordonnancement est un "ajustement textuel tardif".
La mise en place de l'ordre  des sourates nous est mal connu, certains groupements n'étant pas uniquement liés à leur longueur. D'autres recensions coraniques concurrentes à la vulgate, établies au VIIe siècle par des sahabas, montrent des ordres ponctuellement (pour Déroche) ou sensiblement (pour Dye) différents. Pour Déroche, "on ignore si [ces variations] étaient fondées sur des différences dans le nombre des versets des sourates concernées". De ce qui en a été décrit, elles peuvent avoir un nombre de sourates légèrement différent ; celle d'Ubayy, par exemple, en aurait  compté 116,. La sourate 12 a ainsi été débattue par certains théologiens quant à son appartenance au Coran,,. La question de l'ordonnancement du Coran est liée à sa mise par écrit. Si le point de vue traditionnel est celle d'une fixation au moment de la standardisation d'Uthman, des témoignages attestent l'existence de recensions utilisant d'autres ordres et de rares spécimens de manuscrits, découverts à Sanaa au Yémen, montrent un ordre des sourates divergeant. Néanmoins, ils demandent à être étudiés plus en détail . La circulation de ces versions non-canoniques est connue jusqu'à une date tardive. Ainsi, des témoignages évoquent celle d'Ibn Mas'ûd au Xe siècle.
Ces questions sont aussi évoquées lors de la troisième phase d'élaboration du Coran, celle de la réforme d'al-Hajjaj (début VIIIe siècle), qui se serait, pour certaines sources anciennes, limité à "rectifier des lectures déficientes ou à y mettre en ordre les versets, voire les sourates ,.

### Fonctions des sourates
Pour Neuwirth, "il apparait que les sūra dans le contexte coranique remplissent, dans une certaine mesure, la fonction de subdivisions textuelles familières au judaïsme et au christianisme. En effet, pour l'auteur, cette subdivision est liée à une énonciation liturgique mais daterait, à la différence des judaïsme et christianisme, de la période orale et pré-canonique de celui-ci. Certaines sourates posent néanmoins des difficultés, comme lorsqu'elles paraissent être des collections de textes non-reliés. Gilliot rapproche les sourates des psaumes bibliques. Cela rejoint les recherches d'Angelika Neuwirth qui considère que les premières sourates sont des "relectures des Psaumes", reprenant le même langage formel et la même imagerie. Neal Robinson voit dans les 114 logia de l'apocryphe Évangile selon Thomas, un précédent aux 114 sourates.

## La chronologie des sourates
La recherche d'une chronologie coranique semble apparaître lors de la naissance d'un État islamique et le besoin de répondre aux interrogations juridiques, au sein du système d'abrogeant-abrogé. Ces développements s'accompagnent de réflexions sur les contextes de révélation. Les sourates ont été classées très tôt en "médinoise" ou "mecquoise", sans qu'il soit possible de savoir à quoi correspond exactement cette distinction ni pourquoi des versets d'un groupe sont intégrés dans des sourates de l'autre.
Un classement chronologique des sourates a été théorisé par les traditionnistes, sur des principes qui remonteraient à Ibn Abbas (mort en 688). Cela n'empêche pas, toutefois, des « désaccords au sein de la tradition musulmane » et une absence de consensus. Des listes contradictoires sont, en effet, défendue jusqu'au XVIe siècle. E. Stefanidis rappelle qu'au cours des premiers siècles, ces listes sont reçues avec prudence et méfiance. Devant cette diversité de chronologie, "la conclusion logique qui s'impose à l'historien est que les savants musulmans, même les grands spécialistes reconnus des sciences coraniques, ne connaissaient pas l'ordre chronologique des sourates ou en avaient très tôt perdu la connaissance". La chronologie proposée par Ǧaʿfar al-Ṣādiq au VIIIe siècle a été canonisée en 1924 lors de la publication de l'Édition du Caire, considérée aujourd'hui comme le textus receptus du Coran,. L'idée de pouvoir publier le Coran dans un ordre chronologique a cependant longtemps été rejetée par le monde arabo-musulman qui a voulu, ainsi, conserver sa sacralité au texte et garantir un contrôle social. Le publier dans l'ordre chronologique, comme celui proposé par Régis Blachère, par exemple, remettrait en cause plusieurs interdictions.
La question de la chronologie a structuré le champ des études coraniques. Depuis les travaux de Gustav Weil au XIXe siècle, différentes méthodes ont été utilisées pour reclasser les sourates dans un ordre chronologique. Les philologues allemands ont retenu les critères stylistiques, les circonstances et l'usage des textes dans la structuration d'une communauté. T. Nöldeke est l'un des auteurs principaux sur le sujet et sa chronologie, bien qu'il ne prétendait pas à un ordre exact, est, aujourd'hui, généralement admise. La chronologie coranique est, en particulier, défendue par Neuwirth et Sinai qui, restant fidèles au paradigme nöldekien, forment une « école allemande », plutôt conservatrice, modérément acceptée,. Dye remarque que cette approche ne prend pas en compte certains aspects du texte, comme des ajouts rédactionnels tardifs. Pour celui-ci, « le Coran est ainsi un texte composite  et composé, qu'il faut comprendre selon une diachronie plus large que la chronologie entre sourates mecquoises et médinoises ».
À l'inverse, R. Bell considérait que l'unité originelle était davantage au niveau du verset ou du groupe de verset. Sa chronologie est, à ce jour, « la plus élaborée ». Pour Fr. Déroche, « cette approche fait ressortir des remaniements importants et notamment des insertions de date relativement tardive dans des sourates anciennes, un point sur lequel R. Blachère élevait des réserves ». Par la suite, Watt considérait les systèmes de Weil et Nöldeke comme simpliste, ceux-ci ne prenant pas en compte le processus rédactionnel des sourates. Moreno synthétise les difficultés de cette approche diachronique : «Deux biais sont à souligner, le premier provient du fait qu'aucun des spécialistes [...] n'est parvenu à établir la supposée chronologie des sourates coraniques sans utiliser les données de la Sîra. De fait, ils suivirent en cela la voie des prédécesseurs musulmans alors même que toute approche historico-critique reconnaît que la Sîra a été construite pour « illustrer » le Coran. Le deuxième biais suppose [...] que les sourates soient des unités synchroniquement cohérentes, ce qui n'est guère admissibles pour les longues unités qui manifestement alludent à différentes périodes. »
Déroche considère que « L'idéal d'une connaissance exacte de la chronologie est resté inaccessible et bien des points demeurent obscurs » . Sadheghi, bien que défenseur d'une lecture diachronique du Coran, reconnait les incertitudes dans les hypothèses de chronologies. Nöldeke, lui-même montrait de plus en plus son scepticisme au fur et à mesure de ses publications quant à la possibilité de classer les sourates mecquoises . Depuis l'essor, dans la seconde partie du XXe siècle, d'études synchroniques, la valeur d'un tel réordonnancement devient fortement contestée. Cette approche diachronique reste pourtant « un axiome des études coraniques » et une approche « dominante » . Elle est alors généralement reprise dans un schéma proche de celui d'il y a un siècle et demi, avec une prédication mecquoise divisée en trois périodes. « En revanche, une réflexion originale s'efforce plus récemment de faire le lien entre la périodisation et la fonction des récitations dans un cadre liturgique ».
Une autre approche fut proposée par Wansbrough, celle de rejeter l'idée même d'une chronologie. Reynolds s'est interrogé sur la valeur dogmatique pour la Recherche de suivre ce principe diachronique. Sans prendre parti, l'approche diachronique lui paraissant « plausible », il rappelle qu'une « lecture du Coran selon la chronologie de la carrière du Prophète est une lecture du Coran selon la Sīra. Et vu qu'on trouve dans la Sīra une qualité fondamentalement exégétique, l'idée de la chronologie risque de nous plonger dans un « cercle vicieux ». ». Il souhaite donc, à l'instar de ce qui s'est fait pour les Psaumes, qui furent un temps associés à la vie de David, la possibilité de proposer d'autres lectures du Coran.

## Commentaires académiques des sourates
Selon Dye, seuls deux ouvrages peuvent être considérés en 2019 comme des commentaires scientifiques et continus du texte coranique, sourate par sourate. Il s'agit du Commentary on the Qur'an de Richard Bell publié en 1991 et du Coran des historiens publié sous la direction de Guillaume Dye et de Mohammad Ali Amir-Moezzi publié en 2019. Le premier, qui doit être lu en parallèle de la traduction faite par le même auteur, reflète néanmoins le savoir islamologique du milieu du XXe siècle, aujourd'hui dépassé. Plusieurs traductions contiennent un riche apparat critique, en particulier celles de Paret (1971), Blachère, Khoury, Reynolds...
Certaines publications, comme celles de Cuypers, permettent d'approfondir l'une ou l'autre des sourates, mais dans une approche personnelle, sans synthèse. De même, le Corpus Coranicum, très marqué par le paradigme nöldekien, et le Qur'an Seminar, qui ne souhaite pas s'appuyer sur l’exégèse confessionnelle, permettent d'avoir des commentaires partiels.
Il existe aussi des commentaires confessionnels, comme celui de Seyyed Hossein Nasr The Study Qur'an. Selon Azaiez, cet ouvrage qui offre une analyse rigoureuse du texte, en partie grâce aux traditions sunnites, chiites, aux textes mystiques.... permet de donner « une image complète de la façon dont cette œuvre sacrée est lue par les musulmans depuis plus de 1 400 ans ». Pour Geoffroy, cet ouvrage  est l'un des premiers « commentaire quasi exhaustif du Coran » dans une langue occidentales mais « se refuse visiblement à inclure des thèses remettant en cause la nature même du Coran et de l'islam ». Dye et Moezzi, relevant l'utilité de l'ouvrage pour étudier l'interprétation des textes par les traditions, soutiennent qu'il "se révèle totalement déconnecté du renouveau actuel des études sur le Coran, les origines et les débuts de l'islam et de toute approche séculière et historico-critique".

## Liste des sourates
Les sourates sont reportées dans le Coran dans un ordre particulier, puisqu'elles ne sont pas répertoriées dans un ordre chronologique. Elles y apparaissent plus ou moins dans un ordre de grandeur, de la plus longue à la plus courte. Seule la première sourate, constituée de sept versets, nommée Al-Fatiha (الفَاتِحَة) reste en toute première position, puisqu'elle constitue l’« ouverture » ou le « prologue » du Coran.
| n°  | Vers. (1) | Caire. (2) | R.B. (3) | Lieu (4) | Titres français                                                | Titre arabe | Translittération | Lettres mystérieuses (5) | Lettres mystérieuses (5) | ۩ (6)  | ۞ (7)    |
| --- | --------- | ---------- | -------- | -------- | -------------------------------------------------------------- | ----------- | ---------------- | ------------------------ | ------------------------ | ------ | -------- |
| 1   | 7         | 5          | 45       | M        | Fatiha, Liminaire                                              | ٱلْفَاتِحَة     | al-fātiḥa        |                          |                          |        | 1        |
| 2   | 286       | 87         | 91       | Y        | La vache, La génisse                                           | ٱلْبَقَرَة      | al-baqara        | ا.ل.م                    | a.l.m.                   |        | 141, 252 |
| 3   | 200       | 89         | 97       | Y        | La famille de ʿImrân                                           | آلِ عِمْرَان    | āli ʿimrān       | ا.ل.م                    | a.l.m.                   |        | 92       |
| 4   | 176       | 92         | 100      | Y        | Les femmes                                                     | ٱلنِّسَاء      | an-nisāʾ         |                          |                          |        | 23, 147  |
| 5   | 120       | 112        | 114      | Y        | La table servie, La table                                      | ٱلْمَائِدَة     | al-māʾida        |                          |                          |        | 81       |
| 6   | 165       | 55         | 89       | M        | Les troupeaux, Le bétail                                       | ٱلْأَنْعَام     | al-anʿām         |                          |                          |        | 110      |
| 7   | 206       | 39         | 87       | M        | Al-aʿrâf, Les redans                                           | ٱلْأَعْرَاف     | al-aʿrāf         | ا.ل.م.ص                  | a.l.m.ṣ.                 | 206    | 87       |
| 8   | 75        | 88         | 95       | Y        | Le butin                                                       | ٱلْأَنْفَال     | al-anfāl         |                          |                          |        | 40       |
| 9   | 129       | 113        | 113      | Y        | L’immunité, Le repentir, La dénonciation                       | ٱلتَّوْبَة      | at-tawba         |                          |                          |        | 92       |
| 10  | 109       | 51         | 84       | M        | Jonas                                                          | يُونُس        | Yūnus            | ا.ل.ر                    | a.l.r.                   |        | 1        |
| 11  | 123       | 52         | 75       | M        | Hûd                                                            | هُود         | Hūd              | ا.ل.ر                    | a.l.r.                   |        | 4        |
| 12  | 111       | 53         | 77       | M        | Joseph                                                         | يُوسُف        | Yūsuf            | ا.ل.ر                    | a.l.r.                   |        | 52       |
| 13  | 43        | 96         | 90       | M        | Le tonnerre                                                    | ٱلرَّعْد       | ar-raʿad         | ا.ل.م.ر                  | a.l.m.r                  | 15     |          |
| 14  | 52        | 72         | 76       | M        | Abraham                                                        | إِبْرَاهِيم     | Ibrāhīm          | ا.ل.ر                    | a.l.r.                   |        |          |
| 15  | 99        | 54         | 57       | M        | Al-hijr                                                        | ٱلْحِجْر       | al-ḥijr          | ا.ل.ر                    | a.l.r.                   |        | 1        |
| 16  | 128       | 70         | 73       | M        | Les abeilles                                                   | ٱلنَّحْل       | an-naḥl          |                          |                          | 50     |          |
| 17  | 111       | 50         | 72       | M        | Le voyage nocturne                                             | ٱلْإِسْرَاء     | al-isrāʾ         |                          |                          | 109    | 1        |
| 18  | 110       | 69         | 68       | M        | La caverne, La grotte                                          | ٱلْكَهْف       | al-kahf          |                          |                          |        | 74       |
| 19  | 98        | 44         | 58       | M        | Marie                                                          | مَرْيَم        | Maryam           | ك.ه.ي.ع.ص                | k.h.y.ʿ.ṣ.               | 58     |          |
| 20  | 135       | 45         | 55       | M        | Ta-Ha                                                          | طَه          | ṭa ha            | ط.ه                      | ṭ.h.                     |        |          |
| 21  | 112       | 73         | 65       | M        | Les prophètes                                                  | ٱلْأَنْبِيَاء    | anbiyāʾ          |                          |                          |        | 1        |
| 22  | 78        | 103        | 107      | M/Y      | Le pèlerinage                                                  | ٱلْحَجّ        | al-ḥajj          |                          |                          | 18, 77 |          |
| 23  | 118       | 74         | 64       | M/Y      | Les croyants                                                   | ٱلْمُؤْمِنُون    | al-muʾminūn      |                          |                          |        | 1        |
| 24  | 64        | 102        | 105      | Y        | La lumière                                                     | ٱلنُّور       | an-nūr           |                          |                          |        |          |
| 25  | 77        | 42         | 66       | M/Y      | La loi, Le critère, La séparation                              | ٱلْفُرْقَان     | al-furqān        |                          |                          | 60     | 20       |
| 26  | 227       | 47         | 56       | M        | Les poètes                                                     | ٱلشُّعَرَاء     | aš-šuʿarāʾ       | ط.س.م                    | ṭ.s.m.                   |        |          |
| 27  | 93        | 48         | 67       | M/Y      | Les fourmis                                                    | ٱلنَّمْل       | an-naml          | ط.س                      | ṭ.s.                     | 26     | 55       |
| 28  | 88        | 49         | 79       | M        | Le récit, L’histoire                                           | ٱلْقَصَص       | al-qaṣaṣ         | ط.س.م                    | ṭ.s.m.                   |        |          |
| 29  | 69        | 85         | 81       | M        | L’araignée                                                     | ٱلْعَنْكَبُوت    | al-ʿankabūt      | ا.ل.م                    | a.l.m.                   |        | 45       |
| 30  | 60        | 84         | 74       | M        | Les romains, Les grecs                                         | ٱلرُّوم       | al-rūm           | ا.ل.م                    | a.l.m.                   |        |          |
| 31  | 34        | 57         | 82       | M        | Luqman                                                         | لُقْمَان       | luqmān           | ا.ل.م                    | a.l.m.                   |        |          |
| 32  | 30        | 75         | 69       | M/Y      | La prosternation                                               | ٱلسَّجْدَة      | as-sajda         | ا.ل.م                    | a.l.m.                   | 15     |          |
| 33  | 73        | 90         | 103      | Y        | Les factions, Les coalisés                                     | ٱلْأَحْزَاب     | al-aḥzāb         |                          |                          |        | 30       |
| 34  | 54        | 58         | 85       | M        | Saba                                                           | سَبَأ         | sabaʾ            |                          |                          |        |          |
| 35  | 45        | 43         | 86       | M        | Le créateur, Les anges                                         | فَاطِر        | fāṭir            |                          |                          |        |          |
| 36  | 83        | 41         | 60       | M        | Yā Sîn                                                         | يَس          | yā sīn           | ي.س                      | y.s.                     |        | 26       |
| 37  | 182       | 56         | 51       | M        | Ceux qui sont placés en rangs, En rangs                        | ٱلصَّافَات     | aṣ-ṣāffāt        |                          |                          |        |          |
| 38  | 88        | 38         | 59       | M        | Ṣād                                                            | ص           | ṣād              | ص                        | ṣ.                       | 24     |          |
| 39  | 75        | 59         | 80       | M        | Les groupes, Par vagues                                        | ٱلزُّمَر       | az-zumar         |                          |                          |        | 30       |
| 40  | 85        | 60         | 78       | M        | Celui qui pardonne, Le croyant                                 | غَافِر        | ġāfir            | ح.م                      | ḥ.m.                     |        |          |
| 41  | 54        | 61         | 70       | M        | Versets clairement exposés, Ils s’articulent                   | فُصِّلَتْ        | fuṣṣilat         | ح.م                      | ḥ.m.                     | 38     | 45       |
| 42  | 53        | 62         | 83       | M        | La délibération, La concertation                               | ٱلشُّورَى      | aš-šūrā          | ح.م.ع.س.ق                | ḥ.m.ʿ.s.q.               |        |          |
| 43  | 89        | 63         | 61       | M/Y      | L’ornement, Les enjolivures                                    | ٱلزُّخْرُف      | az-zuḫruf        | ح.م                      | ḥ.m.                     |        |          |
| 44  | 59        | 64         | 53       | M        | La fumée                                                       | ٱلدُّخَان      | ad-duḫān         | ح.م                      | ḥ.m.                     |        |          |
| 45  | 37        | 65         | 71       | M        | Celle qui est agenouillée, Assise sur les talons               | ٱلْجَاثِيَة     | al-jāṯiya        | ح.م                      | ḥ.m.                     |        |          |
| 46  | 35        | 66         | 88       | M        | Al-Ahqâf                                                       | ٱلْأَحْقَاف     | al-aḥqāf         | ح.م                      | ḥ.m.                     |        | 1        |
| 47  | 38        | 95         | 96       | Y        | Mohammed                                                       | مُحَمَّد        | muḥammad         |                          |                          |        |          |
| 48  | 29        | 111        | 108      | Y        | La victoire, Tout s’ouvre                                      | ٱلْفَتْح       | al-fatḥ          |                          |                          |        |          |
| 49  | 18        | 106        | 112      | Y        | Les appartements privés                                        | ٱلْحُجُرَات     | al-ḥujurāt       |                          |                          |        |          |
| 50  | 45        | 34         | 54       | M        | Qāf                                                            | ق           | qāf              | ق                        | q.                       |        |          |
| 51  | 60        | 67         | 48       | M        | Ceux qui se déplacent rapidement, Vanner                       | ٱلذَّارِيَات    | aḏ-ḏāriyāt       |                          |                          |        | 30       |
| 52  | 49        | 76         | 22       | M        | Le Mont                                                        | ٱلطُّور       | aṭ-ṭūr           |                          |                          |        |          |
| 53  | 62        | 23         | 30       | M        | L’étoile                                                       | ٱلنَّجْم       | an-najm          |                          |                          | 62     |          |
| 54  | 55        | 37         | 49       | M        | La Lune                                                        | ٱلْقَمَر       | al-qamar         |                          |                          |        |          |
| 55  | 78        | 97         | 28       | M        | Le Tout Miséricordieux                                         | ٱلرَّحْمَان     | ar-raḥmān        |                          |                          |        |          |
| 56  | 96        | 46         | 23       | M        | L'événement, Celle qui est inéluctable, L’échéante             | ٱلْوَاقِعَة     | al-wāqiʿa        |                          |                          |        |          |
| 57  | 29        | 94         | 99       | Y        | Le fer                                                         | ٱلْحَدِيد      | al-ḥadīd         |                          |                          |        |          |
| 58  | 22        | 105        | 106      | Y        | La discussion, La protestataire                                | ٱلْمُجَادِلَة    | al-mujādala      |                          |                          |        | 1        |
| 59  | 24        | 101        | 102      | Y        | Le rassemblement, Le regroupement                              | ٱلْحَشْر       | al-ḥašr          |                          |                          |        |          |
| 60  | 13        | 91         | 110      | Y        | L’épreuve, L’examinante                                        | ٱلْمُمْتَحِنَة    | al-mumtaḥana     |                          |                          |        |          |
| 61  | 14        | 109        | 98       | Y        | Le rang, En ligne                                              | ٱلصَّفّ        | aṣ-ṣaff          |                          |                          |        |          |
| 62  | 11        | 110        | 94       | Y        | Le vendredi                                                    | ٱلْجُمْعَة      | al-jumuʾat       |                          |                          |        |          |
| 63  | 11        | 104        | 104      | Y        | Les hypocrites                                                 | ٱلْمُنَافِقُوْن   | al-munāfiqūn     |                          |                          |        |          |
| 64  | 18        | 108        | 93       | Y        | La duperie réciproque, Alternance dans la lésion               | ٱلتَّغَابُن     | al-taġābun       |                          |                          |        |          |
| 65  | 12        | 99         | 101      | Y        | La répudiation                                                 | ٱلطَّلَاق      | aṭ-ṭalāq         |                          |                          |        |          |
| 66  | 12        | 107        | 109      | Y        | L’interdiction                                                 | ٱلتَّحْرِيْم     | at-taḥrīm        |                          |                          |        |          |
| 67  | 30        | 77         | 63       | M        | La Royauté                                                     | ٱلْمُلْك       | al-mulk          |                          |                          |        | 1        |
| 68  | 52        | 2          | 50       | M        | Le calame                                                      | ٱلْقَلَم       | al-qalam         | ن                        | n.                       |        |          |
| 69  | 52        | 78         | 24       | M        | Celle qui doit venir, L’inéluctable                            | ٱلْحَاقَّة      | al-ḥāqqa         |                          |                          |        |          |
| 70  | 44        | 79         | 32       | M        | Les degrés, Les paliers                                        | ٱلْمِعْارَج     | al-maʿārij       |                          |                          |        |          |
| 71  | 28        | 71         | 52       | M        | Noé                                                            | نُوْح         | nūḥ              |                          |                          |        |          |
| 72  | 28        | 40         | 62       | M        | Les djinns                                                     | ٱلْجِنّ        | al-jinn          |                          |                          |        |          |
| 73  | 20        | 3          | 33       | M/Y      | Celui qui s’est enveloppé, L’emmitouflé                        | ٱلْمُزَّمِّل      | al-muzzammil     |                          |                          |        |          |
| 74  | 56        | 4          | 2        | M        | Celui qui est revêtu d’un manteau, Il s’est couvert d’une cape | ٱلْمُدَّثِّر      | al-muddaṯṯir     |                          |                          |        |          |
| 75  | 40        | 31         | 27       | M        | La résurrection                                                | ٱلْقِيَامَة     | al-qiyāma        |                          |                          |        |          |
| 76  | 31        | 98         | 34       | Y        | L’Homme                                                        | ٱلْإِنْسَان     | al-insān         |                          |                          |        |          |
| 77  | 50        | 33         | 25       | M/Y      | Les envoyés, L’Envoi                                           | ٱلْمُرْسَلَات    | al-mursalāt      |                          |                          |        |          |
| 78  | 40        | 80         | 26       | M        | L’Annonce                                                      | ٱلنَّبَأ       | an-nabaʾ         |                          |                          |        | 1        |
| 79  | 46        | 81         | 20       | M        | Ceux qui arrachent, Tirer                                      | ٱلنَّازِعَات    | an-nāziʿāt       |                          |                          |        |          |
| 80  | 42        | 24         | 17       | M        | Il s’est renfrogné, L’Air sévère                               | عَبَسَ         | ʿabasa           |                          |                          |        |          |
| 81  | 29        | 7          | 18       | M        | Le décrochement, Le redéploiement                              | ٱلتَّكْوِيْر     | at-takwīr        |                          |                          |        |          |
| 82  | 19        | 82         | 15       | M        | La rupture du ciel, Se fendre                                  | ٱلإِنْفِطَار    | al-infiṭār       |                          |                          |        |          |
| 83  | 36        | 86         | 35       | M        | Les fraudeurs, Les escamoteurs                                 | ٱلْمُطَفِّفِيْن    | al-muṭaffifīn    |                          |                          |        |          |
| 84  | 25        | 83         | 19       | M        | La déchirure, La fissuration                                   | ٱلْإِنْشِقَاق    | al-anšiqāq       |                          |                          | 21     |          |
| 85  | 22        | 27         | 42       | M        | Les constellations, Les châteaux                               | ٱلْبُرُوْج      | al-burūj         |                          |                          |        |          |
| 86  | 17        | 36         | 9        | M        | L’astre nocturne, L’arrivant du soir                           | ٱلطَّارِق      | aṭ-ṭāriq         |                          |                          |        |          |
| 87  | 19        | 8          | 16       | M        | Le Très-Haut                                                   | ٱلْأَعْلَى      | al-aʿlā          |                          |                          |        |          |
| 88  | 26        | 68         | 21       | M        | Celle qui enveloppe, L’occultante                              | ٱلْغَاشِيَة     | al-ġāšiya        |                          |                          |        |          |
| 89  | 30        | 10         | 41       | M        | L’aube                                                         | ٱلْفَجْر       | al-fajr          |                          |                          |        |          |
| 90  | 20        | 35         | 39       | M        | La cité, La ville                                              | ٱلْبَلَد       | al-balad         |                          |                          |        |          |
| 91  | 15        | 26         | 7        | M        | Le soleil                                                      | ٱلشَّمْس       | aš-šams          |                          |                          |        |          |
| 92  | 21        | 9          | 14       | M        | La nuit                                                        | ٱللَّيْل       | al-layl          |                          |                          |        |          |
| 93  | 11        | 11         | 4        | M        | La clarté du jour                                              | ٱلضُّحَى       | aḍ-ḍuḥā          |                          |                          |        |          |
| 94  | 8         | 12         | 5        | M        | L’ouverture, L’épanouissement                                  | ٱلشَّرْح       | aš-šarḥ          |                          |                          |        |          |
| 95  | 8         | 28         | 10       | M        | Le figuier                                                     | ٱلتِّيْن       | at-tīn           |                          |                          |        |          |
| 96  | 19        | 1          | 1        | M        | Le caillot de sang, L’accrochement                             | ٱلْعَلَق       | al-ʿalaq         |                          |                          | 19     |          |
| 97  | 5         | 25         | 29       | M        | Le décret, Grandeur                                            | ٱلْقَدْر       | al-qadr          |                          |                          |        |          |
| 98  | 8         | 100        | 92       | Y        | La preuve décisive, Le signe évident                           | ٱلْبَيِّنَة      | al-bayyina       |                          |                          |        |          |
| 99  | 8         | 93         | 11       | Y        | Le tremblement de terre                                        | ٱلزَّلْزَلَة     | az-zalzala       |                          |                          |        |          |
| 100 | 11        | 14         | 13       | M        | Les Coursiers rapides, Galoper                                 | ٱلْعَادِيَات    | al-ʿādiyāt       |                          |                          |        |          |
| 101 | 11        | 30         | 12       | M        | Celle qui fracasse                                             | ٱلْقَارِعَة     | al-qāriʿa        |                          |                          |        |          |
| 102 | 8         | 16         | 31       | M        | La rivalité, Rivaliser par le nombre                           | ٱلتَّكَاثُر     | at-takāṯur       |                          |                          |        |          |
| 103 | 3         | 13         | 6        | M        | L’instant, Le temps                                            | ٱلْعَصْر       | al-ʿaṣr          |                          |                          |        |          |
| 104 | 9         | 32         | 38       | M        | Le calomniateur, Le Détracteur                                 | ٱلْهُمَزَة      | al-humaza        |                          |                          |        |          |
| 105 | 5         | 19         | 40       | M        | L’éléphant                                                     | ٱلْفِيْل       | al-fīl           |                          |                          |        |          |
| 106 | 4         | 29         | 3        | M        | Quraysh                                                        | قُرَيْش        | qurayš           |                          |                          |        |          |
| 107 | 7         | 17         | 8        | M        | Le nécessaire, L’aide                                          | ٱلْمَاعُوْن     | al-māʿūn         |                          |                          |        |          |
| 108 | 3         | 15         | 37       | M        | L’abondance, L’affluence                                       | ٱلْكَوْثَر      | al-kawṯar        |                          |                          |        |          |
| 109 | 6         | 18         | 44       | M        | Les incrédules, les dénégateurs                                | ٱلْكَافِرُوْن    | al-kāfirūn       |                          |                          |        |          |
| 110 | 3         | 114        | 111      | Y        | Le secours victorieux                                          | ٱلنَّصْر       | an-naṣr          |                          |                          |        |          |
| 111 | 5         | 6          | 36       | M        | La corde, La fibre, Abû Lahab                                  | ٱلْمَسَد       | al-masad         |                          |                          |        |          |
| 112 | 4         | 22         | 43       | M        | Le culte pur, le monothéisme pur                               | ٱلْإِخْلَاص     | al-iḫlāṣ         |                          |                          |        |          |
| 113 | 5         | 20         | 46       | M        | L’aurore, Le point du jour                                     | ٱلْفَلَق       | al-falaq         |                          |                          |        |          |
| 114 | 6         | 21         | 47       | M        | Les hommes                                                     | ٱلنَّاس       | an-nās           |                          |                          |        |          |

Légende :
1. Nombre de versets contenus dans la sourate.
2. Rang dans l’ordre chronologique selon le classement de l'Édition du Caire attribué à Ja'far al-Sâdiq (Caire.).
3. Rang dans l’ordre chronologique de la révélation selon le classement de Régis Blachère (R.B.).
4. Lieu où cette sourate a été révélée à La Mecque M ou à Médine Y pendant l’hégire, M/Y quand les sources sont en désaccord.
5. Les lettres initiales, dont l’interprétation reste une énigme.
6. Versets pendant lesquels le récitant et les auditeurs se prosternent au cours de la récitation liturgique. Ces versets sont marqués par le symbole de prosternation ۩ dans les Corans arabes. Ce n’est pas un rite unanimement suivi, en particulier pour (XXII; 77) et (XXXVIII; 24/25)
7. En vue de sa récitation, le Coran fut divisé postérieurement en sept manzil (manzil, مَنْزِل, pl. manāzil, مَنَازِل), ce qui permet de le réciter en entier au cours d’une semaine. Il est aussi divisé en trente juz' (juzʾ, جُزْء, pl. ajzāʾ أَجْزَاء), pour sa récitation en un mois. Chaque juzʾ est divisé en deux parties nommées hizb (arabe : ḥizb, حِزْب, « section ; partie »). Chacune de ces parties est divisée en quarts marqués par le caractère ۞ nommé Rub` al-Hizb (en arabe : rubʿ al-ḥizb, رُبْع ٱلْحِزْب, « quart de section »).

L’ordre chronologique de la révélation des sourates est un élément important car certains versets viennent abroger des versets antérieurs.
L’interprétation de ces versets dépend en grande partie de l’école de droit musulman considérée.
Les colonnes marquées par le signe  peuvent être triées.